# Forst (Schonungen)
Pour les articles homonymes, voir Forst.
Forst est un village constituant un quartier de la commune allemande de Schonungen, dans le  district de Basse-Franconie en Bavière. Au 1er janvier 2013, Forst compte 1013 habitants.

## Situation géographique
Forst est situé à deux kilomètres au sud-est de Schonungen, à sept kilomètres à l'est de Schweinfurt et à un kilomètre du Main, sur le versant sud du bord de la vallée du Main, à environ 70 m au-dessus de la rivière et à une altitude de 284 m. Du fait de cette situation exposée, de nombreuses constructions récentes ont vu le jour ; l'extension du village s'est faite principalement vers l'ouest, en direction de Schonungen.

## Histoire
La première mention documentée de Forst date de 1183. Le village faisait partie du bailliage impérial de Schweinfurt et passa avec celui-ci comme fief impérial aux comtes de Henneberg (de). Les seigneurs de Wenkheim ont également joué un rôle important pour Forst. La localité a enduré de grandes souffrances lors de la seconde guerre des Margraves en 1553 (pillage) et de la guerre de Trente Ans (1618-1648).
La nouvelle école construite en 1957-58 n'est aujourd'hui plus utilisée pour l'école primaire, et est louée à l'œuvre Kolping à des fins de formation.
Forst a été rattachée à la commune de Schonungen le 1er mai 1978.

## Patrimoine
- L'ancienne maison de la dîme, datant de 1567, ainsi que d'autres maisons à colombage dans les anciennes rues qui se rejoignent au centre du village.
- Le monument aux morts et, à côté, une belle fontaine en pierre naturelle.
- L'église St. Gothard (voir ci-dessous).
- l'Arène Botensteig, stade du TSV Forst.
- Des parties de l'ancien mur du village, dans l'arrière-cour de l'église.

### Paroisse & église

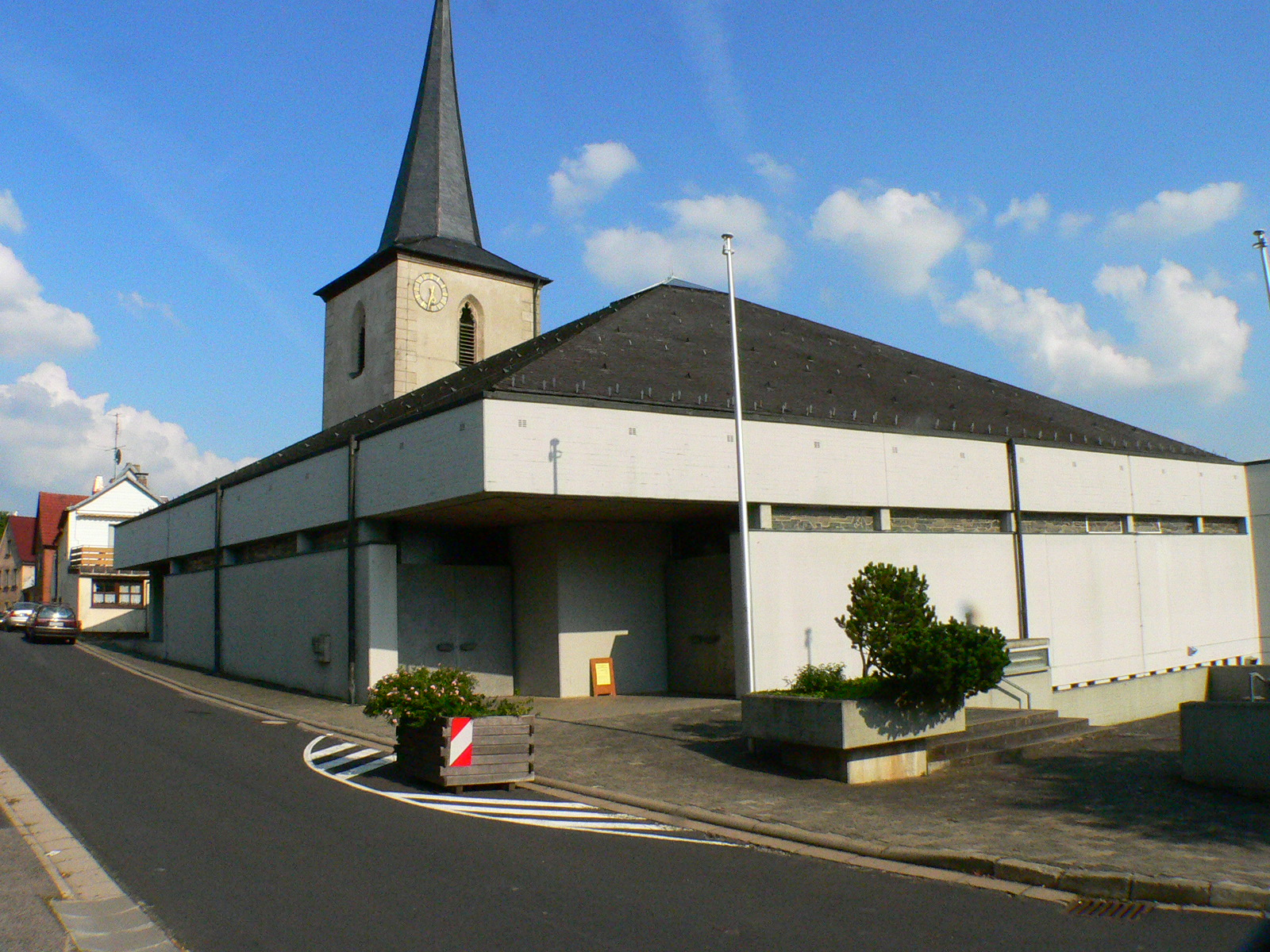
La nouvelle église et l'ancien clocher.

Forst est une paroisse indépendante depuis le XVe siècle, et est depuis quelques années une paroisse commune avec Mainberg (de). L'église est dédiée à Saint Gothard. Forst compte 732 catholiques.
L'église moderne a été construite en 1970/71 à la place de l'ancienne église de 1866 et de l'ancienne école de 1893. L'ancien clocher, qui provient probablement de la plus ancienne église du XIIIe siècle, a été conservé et constitue désormais, avec son toit  pointu et sa nef en forme de tente, le point fort de l'image du village.